# Anolis gadovii
Anolis gadovii (аноліс Гадова) — вид ігуаноподібних ящірок родини анолісових (Dactyloidae). Ендемік Мексики. Вид названий на честь німецького орнітолога Ганс Фрідріха Гадова.

## Опис
Аноліс Гадова — єдиний мексиканський вид анолісів з візерунком на спині, що складається з темних хвилястих смуг та плям. Нижня частина тіла біла. У самців середню довжину тіла (без врахування хвоста) становить 76 мм, у самиць 63 мм.

## Поширення й екологія
Аноліси Гадова мешкають у мексиканському штаті Герреро. Вони живуть у сухих напівлистяних тропічних лісах, трапляються серед валунів на берегах річок і струмків. Зустрічаються на висоті до 1300 м над рівнем моря. Відкладають яйця.